# Liste der Baudenkmale in Lyttelton
Die Liste der Baudenkmale in Lyttelton umfasst alle vom New Zealand Historic Places Trust (NZHPT) als „Historic Place“ oder „Historic Area“ eingestuften Baudenkmale und Flächendenkmale der neuseeländischen Ortschaft Lyttelton. Die Angaben stammen aus dem Register des NZHPT. Die Bezeichnungen der Baudenkmale orientieren sich an diesem Register. In die Liste werden auch bekannte Wahi Tapu (Area), kulturell und religiös bedeutsame Stätten und Gebiete der Māori, aufgenommen. Sie werden jedoch meist nicht publiziert.

| Bild           | Bezeichnung                           | Ort                          | Anschrift                                     | Beschreibung                                                                | Bauzeit     | Eintrag           | Nummer | Kat. |
| -------------- | ------------------------------------- | ---------------------------- | --------------------------------------------- | --------------------------------------------------------------------------- | ----------- | ----------------- | ------ | ---- |
| weitere Bilder | Lyttelton Gaol                        | Lyttelton                    | 36-56 Oxford Street Karte                     | Gefängnis, heute Freizeiteinrichtung                                        | 1857, 1871  | 13. Dezember 1996 | 7353   | 1    |
| weitere Bilder | Lyttelton Graving Dock and Pump House | Lyttelton                    | Godley Quay Karte                             | Trockendock und Pumpenhaus                                                  | 1879–1883   | 16. November 1989 | 4389   | 1    |
| BW             | Magazine                              | Lyttelton Harbour/Whakaraupo | Magazine Bay, Karte                           | Militärmagazin, Teil der Lyttelton Township Historic Area                   | 1874        | 14. Juli 1995     | 7234   | 1    |
| weitere Bilder | Lyttelton Rail Tunnel                 | Lyttelton                    | Christchurch-Lyttelton Line Karte             | Eisenbahntunnel                                                             | 1861–1867   | 21. April 1994    | 7172   | 1    |
| BW             | Lochranza                             | Lyttelton                    | 14 Godley Quay Karte                          | Wohnhaus                                                                    | 1892        | 23. Juni 1983     | 3087   | 2    |
| BW             | Islay Cottage                         | Lyttelton                    | 1 Ticehurst Road und Bridle Path Karte        | Wohnhaus                                                                    | 1851        | 13. Dezember 1990 | 3351   | 2    |
| weitere Bilder | Captain Simeon's House (Former)       | Lyttelton                    | 6 Godley Quay Karte                           | Wohnhaus                                                                    | 1856        | 23. Juni 1983     | 2014   | 2    |
| weitere Bilder | Grubb Cottage                         | Lyttelton                    | 62 London Street Karte                        | Wohnhaus                                                                    | 1851        | 13. Februar 1997  | 7370   | 2    |
| BW             | Dalcroy House                         | Lyttelton                    | 16 Godley Quay Karte                          | Wohnhaus                                                                    | 1865        | 13. Februar 1997  | 7376   | 2    |
| BW             | Lodge of Unanimity No 3               | Lyttelton                    | 6 St Davids Street und Sumner Road Karte      | Freimaurerloge                                                              | 1876–1878   | 24. April 1997    | 7382   | 2    |
| BW             | Warder's House (Former)               | Lyttelton                    | 39 Oxford Street und Winchester Street Karte  | Wohnhaus                                                                    | 1875–1876   | 11. Dezember 2003 | 7533   | 2    |
| weitere Bilder | Bridle Path Historic Area             | Lyttelton                    | Bridle Path, Lyttelton/Heathcote Valley Karte | früherer Saumpfad über die Port Hills nach Christchurch                     | 1850        | 6. April 2001     | 7483   | HA   |
| BW             | Battery Point Battery Historic Area   | Lyttelton                    | Old Sumner Lyttelton Road Karte               | Küstenbefestigungsanlage                                                    | 1880er (ab) | 25. Juni 2004     | 7553   | HA   |
| BW             | Lyttelton Township Historic Area      | Lyttelton                    | n.a. Karte                                    | Stadtkern von Lyttelton                                                     | n.a.        | 13. August 2009   | 7784   | HA   |
| BW             | Omaru Puna Wai                        | Lyttelton                    | Rapaki Bay Karte (ungenau)                    | Omaru Puna Wai; 3 m² für die Maori bedeutsames Land im Tal des Omaru Stream | n.a.        | 23. Juni 2005     | 7601   | WT   |

## Abgegangene Bauwerke
| Bild           | Bezeichnung               | Ort       | Anschrift                        | Beschreibung     | Bauzeit | Eintrag       | Nummer | Kat. |
| -------------- | ------------------------- | --------- | -------------------------------- | ---------------- | ------- | ------------- | ------ | ---- |
| weitere Bilder | Timeball Station          | Lyttelton | 2 Reserve Terrace Karte          | Zeitball-Station | 1876    | 7. April 1993 | 0043   | 1    |
| weitere Bilder | Old Harbour Board Offices | Lyttelton | 5 Norwich Quay und Oxford Street |                  |         |               | 1815   | 2    |
| weitere Bilder | Lyttelton Police Station  | Lyttelton | 5-9 Sumner Road                  |                  |         |               | 7355   | 2    |